# شاهزاد صديقي
شاهزاد صديقي (مواليد 27 أبريل 1987) لاعب كريكت بحريني. لعب في عام 2013 في دوري الكريكيت العالمي للدرجة السادسة.

## روابط خارجية
- شاهزاد صديقي على موقع إي آس بي آن كريك إنفو (الإنجليزية)